# Chiesa di San Giovanni Decollato (Roma)
La chiesa di San Giovanni Decollato è un luogo di culto cattolico di Roma, situato nel rione Ripa, nella via omonima.

## Storia e descrizione

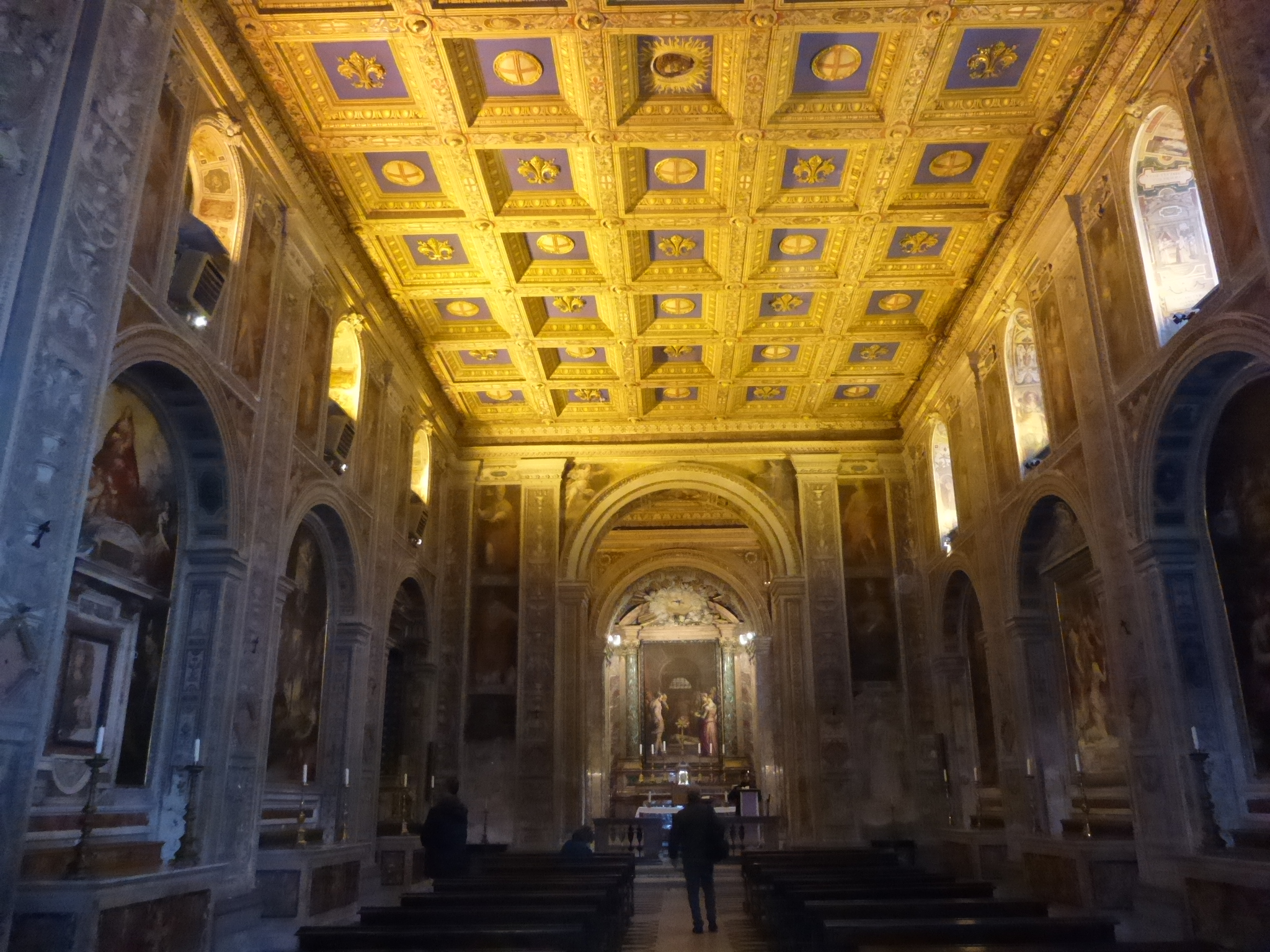
L'interno

La chiesa attuale sorge sull'area di un'antica chiesa, Santa Maria de fovea (o della fossa o in petrocia). Essa fu concessa nel 1488 all'Arciconfraternita di San Giovanni decollato, di origine fiorentina, che la fece ricostruire nel 1504. Altri restauri furono eseguiti nel 1727 e nel 1888.
Scopo dell'Arciconfraternita era di assistere i condannati a morte, invitarli al pentimento, confortarli sino all'estremo, e seppellirne i cadaveri; essi ridedicarono la chiesa a San Giovanni Battista, patrono di Firenze, ed elessero come festa principale il giorno dedicato alla sua decollazione e morte. La chiesa fu ultimata nel 1588; nel 1600 Clemente VIII ne fece costruire il chiostro, nel quale sono ancora visibili le fosse comuni dei condannati a morte qui sepolti. Esse sono coperte da chiusini in marmo sui quali è scritto:  “Domine, cum veneris iudicare, noli me condemnare” (Signore, quando verrai a giudicare, non condannarmi).
La chiesa è a navata unica con tre nicchie per lato, ed è affrescata da artisti toscani del XVI secolo con figure di santi; fra questi, ricordiamo Jacopino del Conte e Francesco Salviati. Essa inoltre conserva, nell'affresco de La danza di Salomè (1550), una rara testimonianza dell'attività pittorica romana di Pirro Ligorio. La pala dell'altar maggiore, del 1553, è opera di Giorgio Vasari e raffigura la Decollazione del Battista.
Nella camera storica dell'Arciconfraternita sono conservati numerosi cimeli relativi all'attività della medesima: tra le altre cose, il cesto che raccoglieva la testa dei giustiziati, l'inginocchiatoio sul quale Beatrice Cenci recitò l'ultima sua preghiera, le barelle sulle quali i confratelli trasportavano i resti dei condannati a morte.